# Pokrajina Novara
Pokrajina Novara (v italijanskem izvirniku Provincia di Novara, izg. Provinča di Novàra) je ena od osmih pokrajin, ki sestavljajo italijansko deželo Piemont. Meji na severu s pokrajino Verbano - Cusio - Ossola, na vzhodu in na jugu z deželo Lombardija in na zahodu s pokrajino Biella.

## Večje občine
Glavno mesto je Novara, ostale večje občine so (podatki 28.02.2007):
| Mesto       | Prebivalcev |
| ----------- | ----------- |
| Novara      | 102.846     |
| Borgomanero | 20.597      |
| Trecate     | 18.515      |
| Galliate    | 14.624      |
| Arona       | 14.249      |

## Naravne zanimivosti
Najvišja točka pokrajine je Mottarone, ki doseže 1491 metrov. Čeprav je med najnižjimi vrhovi Alp, nudi enkraten razgled, morda prav zaradi vmesne višine med gorovjem in nižino. Iz obširnih pašnikov na vrhu Mottarona se dajo natančno razločiti Monvizo in vsi tritisočaki do mogočnega Monte Rosa. Istočasno je moč razprostreti pogled čez Padsko nižino in sedmera jezera: Lago d'Orta, Lago Maggiore, Lago di Mergozzo, Lago di Biandronno, Lago di Varese, Lago di Monate, Lago di Comabbio.
Seznam zaščitenih področij v pokrajini:
- Krajinski park Lagoni di Mercurago (Parco naturale dei Lagoni di Mercurago)
- Krajinski park Monte Fenera (Parco naturale del Monte Fenera)
- Mokrišče Canneti di Dormelletto (Riserva naturale speciale dei Canneti di Dormelletto)
- Krajinski park Lame del Sesia (Parco naturale delle Lame del Sesia)
- Mokrišče Palude di Casalbeltrame (Riserva naturale della Palude di Casalbeltrame)
- Naravni rezervat Garzaia di Carisio (Riserva naturale speciale della Garzaia di Carisio)
- Naravni rezervat Isolone di Oldenico (Riserva naturale speciale dell' Isolone di Oldenico)
- Naravni rezervat Garzaia di Villarboit (Riserva naturale speciale della Garzaia di Villarboit)
- Naravni rezervat Baragge (Riserva naturale orientata delle Baragge)

## Zgodovinske zanimivosti
Prvotna pokrajina Novara, ki jo je leta 1859 ustanovil kraljevi minister Rattazzi, je bila zelo obširna, saj je zajemala tudi nekatera mesta, ki so se smatrala zgodovinsko in politično pomembnejša od Novare. Glavno med temi, Vercelli, je doseglo odcepitev že leta 1927. Preostalo ozemlje je bilo zelo razpotegnjeno, tako da so bili obmejni kraji preveč oddaljeni od glavnega mesta, zato je bil leta 1976 ustanovljen okraj Verbano Cusio Ossola, ki je - sicer pod okriljem Pokrajine - vodil samostojno administracijo. Toda ukrep ni rešil problemov, zato je bil leta 1992 okraj spremenjen v Pokrajino Verbano-Cusio-Ossola.